# Temporada 2012 de la NASCAR Toyota Series
La temporada 2012 de NASCAR Toyota Series es la novena organizada por NASCAR México, y se disputará 14 carreras. Chihuahua fue añadido al calendario, mientras que Guadalajara regresó después de un paréntesis de un año. Germán Quiroga es el campeón defensor, pero no va defender el título debido a que quiere concentrarse en su participación la NASCAR de los Estados Unidos.

## Equipos y pilotos
| Equipo           | Marca     | N.º | Pilotos              | Rondas   |
| ---------------- | --------- | --- | -------------------- | -------- |
| Anvi Motorsport  | Toyota    | 00  | Rodrigo Marbán       | 1–7      |
| Anvi Motorsport  | Mazda     | 26  | Israel Jaitovich     | 1–7      |
| Anvi Motorsport  | Toyota    | 30  | Victor Barrales      | 1–7      |
| Anvi Motorsport  | Toyota    | 40  | Héctor Félix         | 4–7      |
| SC Racing        | Toyota    | 01  | Rodrigo Echeverría   | 1–2      |
| SC Racing        | Toyota    | 01  | Waldemar Coronas     | 3        |
| SC Racing        | Chevrolet | 03  | Patrick Goeters      | 1–7      |
| SC Racing        | Toyota    | 05  | Abraham Calderon     | 1–7      |
| SC Racing        | Toyota    | 88  | Ruben García, Jr.    | 1–7      |
| Escudería Telmex | Chevrolet | 1   | Antonio Pérez        | 1–7      |
| Escudería Telmex | Toyota    | 5   | Rubén Rovelo         | 1–7      |
| Equipo Telcel    | Dodge     | 2   | Salvador Durán       | 1–7      |
| Equipo Telcel    | Dodge     | 3   | Daniel Suárez        | 1–7      |
| Equipo Telcel    | Dodge     | 6   | Irwin Vences         | 1–7      |
| 2b Racing        | Toyota    | 7   | Carlos Peralta       | 1–7      |
| 2b Racing        | Toyota    | 8   | Freddy Tame, Jr.     | 1–7      |
| 2b Racing        | Toyota    | 10  | Carlos Anaya         | 1        |
| 2b Racing        | Toyota    | 10  | Oscar Peralta        | 2–6      |
| Ramírez Racing   | Chevrolet | 08  | José Luis Ramírez    | 1–7      |
| Ramírez Racing   | Toyota    | 40  | Héctor Félix         | 1–3      |
| FCV Racing       |           | 9   | Carlos Contreras     | 1        |
| FCV Racing       | Dodge     | 44  | Juan Carlos Blum     | 1–4, 6–7 |
| Promopista       | Toyota    | 16  | Luis Felipe Montaño  | 1–7      |
| Promopista       |           | 24  | Mike Sánchez         | 1, 7     |
| HO Racing        | Toyota    | 11  | Hugo Oliveras        | 1–7      |
| HO Racing        | Toyota    | 15  | Rubén Pardo          | 1–7      |
| HO Racing        | Toyota    | 48  | Rogelio López        | 1–7      |
| Tame Racing      | Toyota    | 13  | Elliot Van Rankin    | 1–7      |
| Tame Racing      | Toyota    | 17  | Rodrigo Peralta      | 1–5      |
| Tame Racing      | Toyota    | 22  | Alex Villasana       | 7        |
| Team GP          | Mazda     | 18  | Rafael Martínez      | 1–7      |
| Team GP          | Mazda     | 31  | Jorge Goeters        | 1–7      |
| H&H Speed        | Toyota    | 20  | Homero Richards      | 1–7      |
| H&H Speed        | Ford      | 29  | Javier Razo          | 1–2      |
| H&H Speed        | Toyota    | 29  | Héctor Aguirre       | 5–7      |
| Oscar Ruiz       | Toyota    | 34  | Oscar Ruiz           | 1–5      |
| CEDVA Racing     | Toyota    | 55  | Jorge Contreras, Jr. | 1–7      |
| Escudería SyD    | Toyota    | 34  | Oscar Ruiz           | 6–7      |
| Escudería SyD    | Toyota    | 66  | Alejandro Capín      | 1–7      |
| Escudería SyD    | Toyota    | 96  | Alejandro Villasana  | 1–4      |
| Spartac RT       | Chevrolet | 77  | Rafael Vallina       | 1–7      |

## Calendario
| N.º | Título de la carrera | Circuito                                                  | Fecha            |
| --- | -------------------- | --------------------------------------------------------- | ---------------- |
| 1   | Regia 200            | Autódromo Monterrey, Apodaca                              | 25 de marzo      |
| 2   | Potosina 200         | Autódromo Potosino, Zaragoza                              | 15 de abril      |
| 3   | Queretana 200        | Autódromo Querétaro, El Marqués                           | 29 de abril      |
| 4   | Nocturna 200‡        | Autódromo Hermanos Rodríguez, Ciudad de México            | 13 de mayo       |
| 5   | Puebla 240           | Autódromo Miguel E. Abed, Puebla                          | 27 de mayo       |
| 6   | Aguascalientes 240   | Autódromo Internacional de Aguascalientes, Aguascalientes | 17 de junio      |
| 7   | Mexico Fest 200      | Autódromo Hermanos Rodríguez, Ciudad de México            | 7 de julio       |
| 8   | Potosina 200         | Autódromo Potosino, Zaragoza                              | 29 de julio      |
| 9   | Queretana 200        | Autódromo Querétaro, El Marqués                           | 12 de agosto     |
| 10  | Aguascalientes 240   | Autódromo Internacional de Aguascalientes, Aguascalientes | 26 de agosto     |
| 11  | Puebla 240           | Autódromo Miguel E. Abed, Amozoc                          | 9 de septiembre  |
| 12  | Guadalajara 200      | Trióvalo Bernardo Obregón, Guadalajara                    | 30 de septiembre |
| 13  | Chihuahua 200        | El Dorado Speedway, Chihuahua                             | 28 de octubre    |
| 14  | Mexico Final 200     | Autódromo Hermanos Rodríguez, Ciudad de México            | 11 de noviembre  |

‡ Carrera Nocturna

## Resultados

### Carreras
| N.º | Carrera            | Pole position     | Pilotos con más vueltas lideradas | Piloto ganador  | Marca Ganadora |
| --- | ------------------ | ----------------- | --------------------------------- | --------------- | -------------- |
| 1   | Regia 200          | Abraham Calderón  | Rubén Rovelo                      | Rubén Rovelo    | Toyota         |
| 2   | Potosina 200       | Daniel Suárez     | Antonio Pérez                     | Antonio Pérez   | Chevrolet      |
| 3   | Queretana 200      | José Luis Ramírez | Homero Richards                   | Homero Richards | Toyota         |
| 4   | Nocturna 200       | Rogelio López     | Homero Richards                   | Daniel Suárez   | Dodge          |
| 5   | Puebla 240         | Rubén García, Jr. | Jorge Goeters                     | Jorge Goeters   | Mazda          |
| 6   | Aguascalientes 240 | Rogelio López     | Antonio Pérez                     | Antonio Pérez   | Chevrolet      |
| 7   | Mexico Fest 200    | Homero Richards   | Homero Richards                   | Hugo Oliveras   | Toyota         |
| 8   | Potosina 200       | Homero Richards   | Homero Richards                   | Rafael Martínez | Mazda          |
| 9   | Queretana 200      | Daniel Suárez     | Homero Richards                   | Daniel Suárez   | Dodge          |
| 10  | Aguascalientes 240 | Daniel Suárez     | Antonio Pérez                     | Rubén Rovelo    | Toyota         |
| 11  | Puebla 240         | Rogelio López     | Rogelio López                     | Rogelio López   | Toyota         |
| 12  | Regia 200          | José Luis Ramírez | José Luis Ramírez                 | Jorge Goeters   | Mazda          |
| 13  | Chihuahua 200      | Rubén Rovelo      | Daniel Suárez                     | Rubén Pardo     | Toyota         |
| 14  | Mexico Final 200   | Homero Richards   | Homero Richards                   | Homero Richards | Toyota         |

### Campeonato de pilotos
| Pos.        | Piloto                  | Carreras | Carreras | Carreras | Carreras | Carreras | Carreras | Carreras | Carreras | Carreras | Carreras | Carreras | Carreras | Carreras | Carreras | Puntos |
| Pos.        | Piloto                  | MTY      | SLP      | QRO      | MXC      | PUE      | AGS      | MX2      | SL2      | QR2      | AG2      | PU2      | MT2      | CHI      | MX3      | Puntos |
| ----------- | ----------------------- | -------- | -------- | -------- | -------- | -------- | -------- | -------- | -------- | -------- | -------- | -------- | -------- | -------- | -------- | ------ |
| 1           | Jorge Goeters           | 3        | 4        | 20       | 5        | 1*       | 3        | 22       | 4        | 6        | 3        | 2        | 1        | 8        | 8        | 539    |
| 2           | Homero Richards         | 23       | 5        | 1*       | 3*       | 17       | 6        | 4*       | 19*      | 23*      | 6        | 8        | 5        | 11       | 1*       | 505    |
| 3           | Daniel Suárez           | 12       | 3        | 2        | 1        | 25       | 2        | 5        | 2        | 1        | 2        | 15       | 3        | 30*      | 25       | 504    |
| 4           | Rubén Pardo             | 24       | 23       | 8        | 8        | 4        | 5        | 20       | 8        | 19       | 4        | 3        | 12       | 1        | 5        | 478    |
| 5           | Antonio Pérez           | 6        | 1*       | 24       | 7        | 16       | 1*       | 31       | 7        | 8        | 20*      | 25       | 6        | 3        | 6        | 472    |
| 6           | Hugo Oliveras           | 22       | 32       | 15       | 21       | 10       | 11       | 1        | 10       | 2        | 7        | 4        | 8        | 5        | 14       | 461    |
| 7           | Patrick Goeters         | 4        | 7        | 19       | 14       | 3        | 8        | 6        | 21       | 32       | 10       | 9        | 2        | 13       | 9        | 461    |
| 8           | Rafael Martínez         | 27       | 2        | 23       | 2        | 14       | 4        | 17       | 1        | 3        | 31       | 6        | 27       | 9        | 10       | 447    |
| 9           | José Luis Ramírez       | 17       | 8        | 6        | 9        | 8        | 28       | 8        | 9        | 7        | 12       | 7        | 16*      | 31       | 11       | 446    |
| 10          | Rubén Rovelo            | 1*       | 9        | 21       | 4        | 11       | 16       | 29       | 26       | 4        | 1        | 29       | 15       | 2        | 20       | 437    |
| 11          | Abraham Calderón        | 2        | 17       | 34       | 12       | 29       | 15       | 3        | 6        | 5        | 9        | 5        | 23       | 22       | 2        | 436    |
| 12          | Freddy Tame, Jr.        | 20       | 10       | 12       | 13       | 9        | 9        | 12       | 23       | 9        | 13       | 27       | 4        | 4        | 18       | 433    |
| 13          | Rogelio López           | 5        | 6        | 3        | 6        | 31       | 26       | 2        | 17       | 25       | 15       | 1*       | 30       | 19       | 7        | 429    |
| 14          | Rubén García, Jr. (R)   | 8        | 27       | 7        | 11       | 6        | 7        | 17       | 24       | 10       | 26       | 17       | 24       | 10       | 3        | 416    |
| 15          | Salvador Durán          | 18       | 11       | 22       | 26       | 18       | 14       | 15       | 5        | 12       | 5        | 22       | 10       | 7        | 22       | 410    |
| 16          | Irwin Vences            | 26       | 14       | 4        | 10       | 27       | 12       | 7        | 30       | 11       | 8        | 10       | 7        | 27       | 15       | 409    |
| 17          | Carlos Peralta          | 9        | 13       | 10       | 22       | 7        | 23       | 13       | 22       | 20       | 16       | 14       | 11       | 14       | 16       | 406    |
| 18          | Juan Carlos Blum (R)    | 14       | 19       | 11       | 31       |          | 10       | 9        | 15       | 17       | 14       | 23       | 13       | 24       | 27       | 345    |
| 19          | Elliot VanRankin        | 15       | 29       | 9        | 25       | 13       | 13       | 10       | 31       | 27       | 30       | 28       | 9        | 29       | 4        | 342    |
| 20          | Luis Felipe Montaño     | 25       | 33       | 14       | 19       | 5        | 24       | 11       | 18       | 14       | 11       | 34       | 29       | 18       | 31       | 330    |
| 21          | Rafael Vallina          | 16       | 21       | 31       | 29       | 19       | 22       | 30       | 13       | 18       | 19       | 12       | 19       | 15       | 30       | 322    |
| 22          | Pepe Montaño            | 32       | 12       | 27       | 16       | 32       | 25       | 24       | 12       | 21       | 22       | 13       | 31       | 21       | 12       | 317    |
| 23          | Víctor Barrales         | 13       | 31       | 17       | 23       | 26       | 20       | 28       | 14       | 26       | 21       | 19       | 22       | 20       | 24       | 312    |
| 24          | Alejandro Capín         | 28       | 16       | 5        | 27       | 21       | 27       | 26       | 28       | 13       | 27       | 16       | 28       | 26       | 17       | 311    |
| 25          | Héctor Félix            | 10       | 25       | 29       | 30       | 28       | 17       | 25       | 29       | 16       | 17       | 20       | 25       | 12       | 23       | 310    |
| 26          | Óscar Ruíz              | 31       | 18       | 25       | 20       | 24       | 21       | 32       | 11       | 15       | 30       | 32       | 14       | 16       | 19       | 309    |
| 27          | Israel Jaitovich        | 11       | 24       | 16       | 24       | 16       | 30       | 21       | 16       | 22       | 25       | 31       | 17       | 23       | 32       | 309    |
| 28          | Rodrigo Marbán          | 19       | 26       | 18       | 17       | 22       | 18       | 16       | 33       | 31       | 29       | 26       | 18       | 25       | 26       | 292    |
| 29          | Rodrigo Peralta (R)     | 7        | 15       | 33       | 15       | 20       |          |          |          |          | 33       | 11       | 26       |          | 21       | 215    |
| 30          | Alejandro Villasana (R) | DNQ      | 20       | 28       | 28       | 12       |          | 14       | 20       |          | 23       |          | 20       |          |          | 194    |
| 31          | Javier Fernández (R)    |          |          | 30       | 34       | 23       | 19       | 23       | 32       | 24       | 35       | 30       |          | 17       | 33       | 184    |
| 32          | Jorge Contreras, Jr.    | DNQ      | 22       | 26       | 33       | 33       | 32       | 19       | 25       | 29       | 28       |          |          |          |          | 158    |
| 33          | Héctor Aguirre (R)      | 30       | 28       |          |          | 2        | Wth      | 27       | 3        | 30       |          | 33       |          |          |          | 155    |
| 34          | Carlos Contreras        | 33       |          |          |          |          |          |          |          |          | 18       | 24       | 21       | 6        | 29       | 134    |
| 35          | Óscar Peralta           |          | 30       | 32       | 18       | 30       | 31       |          |          | 28       |          | 21       |          |          |          | 118    |
| 36          | Rubén García Novoa      |          |          |          |          |          |          |          |          |          | 32       | 18       |          |          | 28       | 54     |
| 37          | Óscar Torres, Jr. (R)   |          |          |          |          |          |          |          |          | 27       | 24       |          |          |          |          | 37     |
| 38          | Waldemar Coronas (R)    |          |          | 13       |          |          |          |          |          |          |          |          |          |          |          | 31     |
| 39          | José González           |          |          |          |          |          |          |          |          |          |          |          |          |          | 13       | 31     |
| 40          | Enrique Contreras III   |          |          |          | 32       |          | 29       |          |          |          |          |          |          |          |          | 27     |
| 41          | Rodrigo Echeverría (R)  | 29       | 34       |          |          |          |          |          |          |          |          |          |          |          |          | 25     |
| 42          | Xavier Razo (R)         | 21       | Wth      |          |          |          |          |          |          |          |          |          |          |          |          | 24     |
| 43          | Nelson Canache          |          |          |          |          |          |          |          |          |          |          |          |          | 28       |          | 16     |
| 44          | Mike Sanchez            | DNQ      |          |          |          |          |          |          |          |          |          |          |          |          |          | 10     |
| 45          | Carlos Anaya            | DNQ      |          |          |          |          |          |          |          |          |          |          |          |          |          | 8      |
|             |                         |          |          |          |          |          |          |          |          |          |          |          |          |          |          |        |
| Referencias | Referencias             | [ 1 ]    | [ 2 ]    | [ 3 ]    | [ 4 ]    | [ 5 ]    | [ 6 ]    | [ 7 ]    | [ 8 ]    | [ 9 ]    | [ 10 ]   | [ 11 ]   | [ 12 ]   | [ 13 ]   | [ 14 ]   |        |

| Rank | Piloto              | MTY | SLP | QRO | MXC | PUE | AGS | MX2 | SL2 | QR2 | AG2 | PU2 | MTY | CHI | MX3 | Pts |
| ---- | ------------------- | --- | --- | --- | --- | --- | --- | --- | --- | --- | --- | --- | --- | --- | --- | --- |
| 1    | Rubén García, Jr.   | 8   | 27  | 7   | 11  | 6   | 7   | 17  | 24  | 10  | 26  | 17  | 24  | 10  | 3   | 63  |
| 2    | Juan Carlos Blum    | 14  | 19  | 11  | 31  |     | 10  | 9   | 15  | 17  | 14  | 23  | 13  | 24  | 27  | 52  |
| 3    | Alejandro Villasana | DNQ | 20  | 28  | 28  | 12  |     | 14  | 20  |     | 23  |     | 20  |     |     | 44  |
| 4    | Rodrigo Peralta     | 7   | 15  | 33  | 15  | 20  |     |     |     |     | 33  | 11  | 26  |     | 21  | 41  |
| 5    | Javier Fernández    |     |     | 30  | 34  | 23  | 19  | 23  | 32  | 24  | 35  | 30  |     | 17  | 30  | 33  |
| 6    | Héctor Aguirre      | 30  | 28  |     |     | 2   | Wth | 27  | 3   | 30  |     | 33  |     |     |     | 27  |
| 7    | Óscar Torres, Jr.   |     |     |     |     |     |     |     | 27  |     | 24  |     |     |     |     | 11  |
| 7    | Rodrigo Echeverría  | 29  | 34  |     |     |     |     |     |     |     |     |     |     |     |     | 11  |
| 8    | Waldemar Coronas    |     |     | 13  |     |     |     |     |     |     |     |     |     |     |     | 8   |
| 9    | Javier Razo         | 21  | Wth |     |     |     |     |     |     |     |     |     |     |     |     | 7   |